# اغری‌بوک (سولواووا)
اغری‌بوک (به ترکی استانبولی: Eğribük) یک منطقهٔ مسکونی در ترکیه است که در سولواووا واقع شده‌است.